# 特爾福德 (英國國會選區)
特爾福德（英語：Telford），英國國會一自治市選區，位於英格蘭什羅普郡東部，包括特爾福德-里金南部十五個地方選區。
本區自1997年創設以來一直支持工黨。2010年大選當區議員大衛·萊特以38.7%選票成功連任。